# Milford (Torridge)
Milford – przysiółek w Anglii, w Devon. Leży 3,5 km od miasta Hartland, 75 km od miasta Exeter i 315,1 km od Londynu. Milford jest wspomniana w Domesday Book (1086) jako Meleforde/Meleforda.